# Pimmit Hills
Pimmit Hills és una concentració de població designada pel cens dels Estats Units a l'estat de Virgínia. Segons el cens del 2000 tenia 6.152 habitants.

## Demografia
Segons el cens del 2000, Pimmit Hills tenia 6.152 habitants, 2.258 habitatges, i 1.530 famílies. La densitat de població era de 1.604,9 habitants per km².
Dels 2.258 habitatges en un 29,4% hi vivien nens de menys de 18 anys, en un 55,8% hi vivien parelles casades, en un 8,3% dones solteres, i en un 32,2% no eren unitats familiars. En el 21,7% dels habitatges hi vivien persones soles el 6,3% de les quals corresponia a persones de 65 anys o més que vivien soles. El nombre mitjà de persones vivint en cada habitatge era de 2,72 i el nombre mitjà de persones que vivien en cada família era de 3,2.
Per edats la població es repartia de la següent manera: un 21,2% tenia menys de 18 anys, un 8,8% entre 18 i 24, un 36% entre 25 i 44, un 23,5% de 45 a 60 i un 10,4% 65 anys o més.
L'edat mediana era de 36 anys. Per cada 100 dones de 18 o més anys hi havia 99,9 homes.
La renda mediana per habitatge era de 63.028 $ i la renda mediana per família de 65.216 $. Els homes tenien una renda mediana de 42.402 $ mentre que les dones 35.750 $. La renda per capita de la població era de 28.581 $. Entorn del 2% de les famílies i el 2,5% de la població estaven per davall del llindar de pobresa.

## Poblacions més properes
El següent diagrama mostra les poblacions més properes.